# Jubilee Oval
O Jubilee Oval é um estádio localizado em Sydney, Nova Gales do Sul, Austrália, possui capacidade total para 20.500 pessoas, é a casa do time de rugby league St. George Illawarra Dragons, foi inaugurado em 1936.